# Sông Chanh
Sông Chanh - Tên một số con sông thuộc các tỉnh Hưng Yên, Nam Định và Ninh Bình, Hải Dương, Quảng Ninh..... thuộc Bắc Bộ.

## Dòng chảy

### Sông Chanh ở Hưng Yên
Sông Chanh ở Hưng Yên dài 34 Km từ Cống Chanh huyện Ân Thi qua cầu Tràng đến Cống Vàng – huyện Phù Cừ và nhánh ngã 3 Tam Đô đến cầu Ngói.
Thông số:
- Điểm đầu: Cống Tranh - Ấu Thư (Hưng Yên)
- Điểm cuối: Cống N3 Cổ Loan (Ninh Bình)
- Chiều dài sông: 58 km.

### Sông Chanh ở Nam Định
Sông Chanh ở Nam Định chảy theo hướng chính Bắc - Nam, khởi đầu từ xã Đại An (Vụ Bản) xuyên qua các xã Liên Bảo, Thành Lợi, Liên Minh, Vĩnh Hào, Yên Phúc và kết thúc ở ranh giới 2 xã Yên Phúc và Yên Lộc (Ý Yên) trên sông Đào Nam Định.
Từ cửa sông Chanh Nam Định dọc theo sông Đào, sông Đáy, sông Hoàng Long để đến điểm đầu của sông Chanh Ninh Bình.
Thông số:
- Điểm đầu: Đại An đến
- Điểm cuối:Yên Phúc
- Chiều dài sông: 19Km

### Sông Chanh ở Ninh Bình
Sông Chanh Ninh Bình rút nước sông Hoàng Long tại Tụ An (xã Trường Yên), chảy qua các xã Ninh Giang, Ninh Hòa, Ninh Mỹ, Ninh Nhất, Ninh Tiến, Ninh Phong và kết thúc trên sông Vân.
Sông Chanh Ninh Bình nằm sát tuyến Quốc lộ 1 đoạn tránh thành phố Hoa Lư mới được xây dựng. Sông Chanh là ranh giới phía đông của quần thể di sản thế giới Tràng An.
Thông số:
- Điểm đầu: Tụ An
- Điểm cuối: Cổ Loan.
- Chiều dài sông:

### Sông Chanh ở Hải Dương
Sông Chanh - Hải Dương nhánh sông hồng chảy từ Hưng Yên xuống TT Ninh Giang (Hải Dương) Tại đây phân hai nhánh 1 chảy về Thái Bình chia đất hai tỉnh Thái Bình (Tên khác là sông Hóa) và Hải Phòng. Một nhánh ngược hướng Đông bắc đổ hợp lưu với hệ thống sông Thái Bình chia đất Hải Phòng và Hải Dương (tên khác là sông Luộc). Tại ngã ba Thị trấn Ninh Giang, sông chia hai nhánh có Bến đò Chanh, Cầu Chanh và Đền Tranh rất nổi tiếng.
Thông số:
- Điểm đầu: Hưng Yên
- Điểm cuối: Hải Dương-Hải Phòng.
- Chiều dài sông: